# ELEKTRA (Montréal)
Pour les articles homonymes, voir Elektra.
ELEKTRA (ou ELEKTRA Montréal) est un OBNL diffuseur d'œuvres et d’artistes qui allient art contemporain et nouvelles technologies basé à Montréal. 
ELEKTRA diffuse et promeut la création artistique explorant les intersections entre les supports d’expressions traditionnels tels que la musique, la vidéo, le cinéma, le design, le jeu et l'installation sonore ou interactive, et les plus récentes technologies numériques, dans une perspective de recherche et de création techno-scientifique. 
L'organisme est producteur de plusieurs événements comme le Festival ELEKTRA depuis 1999 ainsi que la Biennale internationale d'art numérique (BIAN) de Montréal depuis 2012. Ses événements accueillent des artistes d’avant-garde du monde entier en mettant l’accent sur la création québécoise et canadienne, et contribuent à installer Montréal comme plaque tournante de l’art contemporain numérique.
Les bureaux et la galerie d’ELEKTRA se situent dans le quartier du Mile End à Montréal, au 5445 avenue de Gaspé depuis 2019.

## Historique

### Origines et création, ACREQ (1978-1999)
ELEKTRA est issu de l’ACREQ (Association pour la création et la recherche électroacoustique du Québec). L’organisme a été fondé à Montréal en 1978 par Yves Daoust, Marcelle Deschênes, Michel Longtin, Philippe Ménard, Jean Sauvageau et Pierre Trochu. Il a été le premier organisme canadien indépendant des universités à oeuvrer exclusivement dans le domaine de la musique électroacoustique. Son but a été de donner des moyens de promotion, de diffusion, de création et de recherche pour la musique électronique, encore à ses débuts à la fin des années 1970. L'ACREQ a organisé des événements d'importance comme « Les Printemps électroacoustiques » et les séries de concerts annuels « Clair de terre » au Planétarium de Montréal. Elle a coproduit plusieurs concerts ou créations, fondé un concours international d'Électro-clips et organisé des ateliers de création sonore, et tant d’autres activités.
En 1993, Alain Thibault est nommé directeur artistique de l’ACREQ. Avant cette nomination, il s’est fait connaître en tant que compositeur et membre fondateur de la Communauté électroacoustique canadienne (CÉC). Il a également été impliqué dans de nombreuses productions au Canada et à l'international, collaborant avec des artistes renommés dans le théâtre, la danse et la vidéo d'art. Il a étudié la composition à la Faculté de musique de l’Université de Montréal et y a enseigné les techniques électroacoustiques de 1984 à 1988. Il a été remarqué après avoir gagné plusieurs compétitions et concours de création sonore.
En 1999, sous l’impulsion d’Alain Thibault, l’ACREQ fusionne l'ensemble de ses présentations autrefois diffusées tout au long de l'année en une entité commune nommée ELEKTRA. Cette année marque également l’inauguration du premier festival. Au fil des années, l’organisme s’orientera davantage vers les arts numériques face à la démocratisation de la musique électronique. En parallèle de sa mission d’accompagnement d’artistes montréalais·es, ELEKTRA s’étendra à l’international lors d’événements dédiés aux arts numériques : International Symposium for Electronic Arts (ISEA) à Paris en 2000, Ars Futura 2004 à Barcelone et également le Japon.

### Évolution vers les arts numériques et internationalisation (1999-2019)
ELEKTRA développe ses activités en s’orientant vers les arts numériques et organise la première édition du Marché international de l’Art numérique (MIAN) en 2007. Le MIAN permet à travers des tables rondes, des performances et des moments de réseautage, de réunir des producteur·ices et des commissaires du monde entier pour discuter des enjeux liés à l'avenir de l'art et plus spécifiquement de la place des nouvelles technologies au sein des productions et la promotion d’art numérique contemporain. 
Avec cette volonté de rassembler des créations numériques et de donner à voir cette forme d’art peu connue du grand public, ELEKTRA créé en 2012 la BIAN, Biennale international d’Art Numérique de Montréal. Avec un nouveau thème à chaque édition, la BIAN donne à voir des œuvres d'art numériques, des installations, de la réalité virtuelle ou augmentée d’artistes locaux et internationaux, émergeant·es ou établi·es. Embrassant ou rejetant parfois les progrès technologiques, ces œuvres et artistes offrent un panorama des tendances actuelles et nous interrogent sur la relation que nous entretenons avec le numérique. Chaque édition met en avant l'art numérique d’un pays ou d’une région du monde, aux côtés d’artistes canadiens et internationaux.

### Nouveaux espaces de diffusion (depuis 2019)
En 2019, ELEKTRA ouvre sa galerie au 5445 avenue de Gaspé, dans une ancienne usine textile réaffectée dans le quartier du Mile End. Le bâtiment réunit des galeries ouvertes aux publics, des ateliers d’artistes, des startups, des firmes nationales, des commerces et autres. Chaque année, 4 à 5 expositions ont lieu, sur des thèmes mêlant arts numériques et d’autres disciplines comme la biologie, l’histoire ou l’astronomie. Des appels à projets sont organisés avec des structures universitaires comme Hexagram pour exposer des artistes-chercheur·euses.
En 2022, ELEKTRA a ouvert un musée, cette fois-ci virtuel : ELEKTRA Virtual Museum (EVM). Imaginé comme un lieu de rencontre et d'échange affranchi des contraintes du monde réel, son objectif est de démocratiser l'accès aux arts numériques. Accessible depuis un ordinateur, il offre aux visteur·euses la possibilité de déambuler dans un espace virtuel 3D. Initialement prévu pour fonctionner sur un ordinateur de bureau en expérience solitaire, une nouvelle version multijoueur locale foctionnant depuis des casques de réalité virtuelle a été présentée lors de l’édition 2025 d'ISEA à Séoul.